# Raschaja
Raschaja (arabisch راشيا, DMG Rāšayā, französisch Rachaya), auch bekannt als Raschaja al-Wadi, ist eine Stadt im Libanon, die im Bezirk Raschaja und südlich des Gouvernements Bekaa liegt. Sie liegt an den Ausläufern von Mount Hermon, südöstlich von Beirut, nahe der syrischen Grenze und auf halbem Weg zwischen Jezzine und Damaskus. Raschaja ist immer noch eine traditionelle libanesische Stadt mit alten gepflasterten Straßen und kleinen Geschäften, obwohl in den letzten Jahren eine Zunahme modernerer Gebäude stattgefunden hat.

## Geschichte
Während des französischen Mandats wurde Raschaja als der Ort bekannt, an dem am 11. November 1943 die Führer der libanesischen Nationalbewegung durch französische Truppen inhaftiert wurden.
Die Personen waren:
- Bechara El Khoury (1890–1964), der erste Präsident des Libanon nach der Unabhängigkeit
- Riad as-Solh (1894–1951), der Premierminister
- Pierre Gemayel (1905–1984), Politiker
- Camille Chamoun (1900–1987), Präsident des Libanon
- Adel Osseiran

Dies führte national und international zu großem Druck auf die französische Regierung, Die Inhaftierten wurden am 22. November 1943 entlassen, seitdem ist dieser Tag der libanesische Unabhängigkeitstag.
Das ehemalige Gefängnis, eine Zitadelle aus dem 18. Jahrhundert, ist mittlerweile eine Kaserne der libanesischen Armee. Die Zitadelle ist ein Monument der libanesischen Geschichte und kann von Touristen besucht werden, allerdings unter Führung der Armee.
Edward Robinson besuchte Raschaja in 1852. Er dokumentierte einen Tempel in einer intermittierenden See in der Nähe namens "Aaiha plain". George Taylor dokumentierte den Tempel, der einer von vielen rund Hermon ist. Eine wichtige neolithische archäologische Stätte in der Nähe Raschaja ist bei "Kawkaba", wo Fragmente von landwirtschaftlichen Werkzeugen gefunden wurden.